# Polyamia gridina
Polyamia gridina är en insektsart som beskrevs av Delong och Rauno E. Linnavuori 1979. Polyamia gridina ingår i släktet Polyamia och familjen dvärgstritar. Inga underarter finns listade i Catalogue of Life.